# Nova Zelândia nos Jogos Olímpicos de Verão de 2008
A Nova Zelândia enviou uma equipe para competir nos Jogos Olímpicos de Verão de 2008, em Pequim, na China.

## Medalhas
| Atleta                                             | Esporte   | Evento                            | Medalha |
| -------------------------------------------------- | --------- | --------------------------------- | ------- |
| Georgina Evers-Swindell Caroline Evers-Swindell    | Remo      | Skiff duplo feminino              | Ouro    |
| Valerie Vili                                       | Atletismo | Arremesso de peso feminino        | Ouro    |
| Tom Ashley                                         | Vela      | RS:X masculino                    | Ouro    |
| Hayden Roulston                                    | Ciclismo  | Perseguição individual masculino  | Prata   |
| Nick Willis[a]                                     | Atletismo | 1500 m masculino                  | Prata   |
| Mahé Drysdale                                      | Remo      | Skiff simples masculino           | Bronze  |
| Nathan Twaddle George Bridgewater                  | Remo      | Dois sem masculino                | Bronze  |
| Hayden Roulston Jesse Sergent Marc Ryan Sam Bewley | Ciclismo  | Perseguição por equipes masculino | Bronze  |
| Bevan Docherty                                     | Triatlo   | Masculino                         | Bronze  |

a  Nick Willis originalmente conquistou a medalha de bronze, mas herdou a medalha de prata em 17 de novembro de 2009, após a desclassificação de Rashid Ramzi, do Bahrein, por doping.

## Desempenho

### Atletismo
Masculino
Provas de pista
| Atleta         | Prova            | Eliminatórias | Eliminatórias | Semifinais  | Semifinais  | Final       | Final       |
| Atleta         | Prova            | Tempo         | Pos.          | Tempo       | Pos.        | Tempo       | Pos.        |
| -------------- | ---------------- | ------------- | ------------- | ----------- | ----------- | ----------- | ----------- |
| James Dolphin  | 200 m masculino  | 20.98         | 6             | Não avançou | Não avançou | Não avançou | Não avançou |
| Nick Willis    | 800 m masculino  | Não partiu    | Não partiu    | Não partiu  | Não partiu  | Não partiu  | Não partiu  |
| Nick Willis    | 1500 m masculino | 3:36.01       | 2             | 3:37.54     | 5           | 3:34.16     | [ 2 ]       |
| Adrian Blincoe | 5000 m masculino | 13:55.27      | 7             | Não avançou | Não avançou | Não avançou | Não avançou |

Provas de campo
| Atleta          | Prova                         | Qualificação | Qualificação | Final       | Final       |
| Atleta          | Prova                         | Distância    | Pos.         | Distância   | Pos.        |
| --------------- | ----------------------------- | ------------ | ------------ | ----------- | ----------- |
| Stuart Farquhar | Lançamento de dardo masculino | 76.14m       | 20           | Não avançou | Não avançou |

Feminino
Provas de corridas
| Atleta             | Prova             | Eliminatórias | Eliminatórias | Final      | Final      |
| Atleta             | Prova             | Tempo         | Pos.          | Tempo      | Pos.       |
| ------------------ | ----------------- | ------------- | ------------- | ---------- | ---------- |
| Kimberley Smith    | 5000 m feminino   | Não partiu    | Não partiu    | Não partiu | Não partiu |
| Kimberley Smith    | 10000 m feminino  |               |               | 30:51.00   | 9          |
| Liza Hunter-Galvan | Maratona feminina |               |               | 2:34:51    | 35         |
| Nina Rillstone     | Maratona feminina |               |               | 2:31:16    | 16         |

Provas de campo
| Atleta            | Prova                       | Qualificação     | Qualificação | Final            | Final           |
| Atleta            | Prova                       | Distância/pontos | Pos.         | Distância/pontos | Pos.            |
| ----------------- | --------------------------- | ---------------- | ------------ | ---------------- | --------------- |
| Valerie Vili      | Arremesso de peso feminino  | 19.73m           | 1            | 20.56            | Medalha de ouro |
| Beatrice Faumuina | Arremesso de disco feminino | 57.15m           | 28           | Não avançou      | Não avançou     |
| Rebecca Wardell   | Heptatlo feminino           |                  |              | 5989 pontos      | 22              |

### Badminton
| Atleta                     | Prova             | Ronda dos 64           | Ronda dos 32             | Ronda dos 16                                  | Quartos-finais         | Semifinais             | Final                  | Final       |             |
| Atleta                     | Prova             | Adversário e resultado | Adversário e resultado   | Adversário e resultado                        | Adversário e resultado | Adversário e resultado | Adversário e resultado | Pos.        |             |
| -------------------------- | ----------------- | ---------------------- | ------------------------ | --------------------------------------------- | ---------------------- | ---------------------- | ---------------------- | ----------- | ----------- |
| John Moody                 | Simples masculino | isento                 | CHN Chen Jin D 9-21 1-21 | Não avançou                                   | Não avançou            | Não avançou            | Não avançou            | Não avançou |             |
| Craig Cooper Renee Flavell | Duplas mistas     |                        |                          | KOR Lee Hyo-jung e Lee Yong-dae D 12-21 11-21 | Não avançou            | Não avançou            | Não avançou            | Não avançou | Não avançou |

### Basquetebol
Feminino
| Equipe | Fase de grupos                                                                                                | Fase de grupos | Quartos de final       | Semifinal              | Final                  | Pos. |
| Equipe | Adversário e resultado                                                                                        | Pos.           | Adversário e resultado | Adversário e resultado | Adversário e resultado | Pos. |
| --- | --- | -------------- | ---------------------- | ---------------------- | ---------------------- | ---- |
| Suzannah Bates Teresa Bodensteiner Micaela Cocks Jillian Harmon Aneka Kerr Angela Marino Jessica McCormack Kate McMeeken-Ruscoe Charmian Purcell Natalie Purcell Lisa Wallbutton Nonila Wharemate | MLI Mali V 72-76 ESP Espanha D 62-85 CHN China D 80-63 CZE República Checa D 90-59 USA Estados Unidos D 60-96 | 5º (gr. B)     | Não avançou            | Não avançou            | Não avançou            | 10º  |

### Canoagem de velocidade
| Atleta                      | Eliminatórias        | Eliminatórias | Eliminatórias | Semifinais | Semifinais | Final       | Final       |
| Atleta                      | Eliminatórias        | Tempo         | Pos.          | Tempo      | Pos.       | Tempo       | Pos.        |
| --------------------------- | -------------------- | ------------- | ------------- | ---------- | ---------- | ----------- | ----------- |
| Steven Ferguson             | K-1 500 m masculino  | 1:37.538      | 4             | 1:42.238   | 1          | 1:38.512    | 8           |
| Ben Fouhy                   | K-1 1000 m masculino | 3:33.037      | 3             | 3:33.542   | 2          | 3:29.193    | 4           |
| Steven Ferguson Mike Walker | K-2 1000 m masculino | 3:19.167      | 4             | 3:23.511   | 2          | 3:15.329    | 6           |
| Erin Taylor                 | K-1 500 m feminino   | 1:52.517      | 6             | 1:54.300   | 5          | Não avançou | Não avançou |

### Canoagem slalom
| Atleta      | Prova               | Eliminatórias | Eliminatórias | Eliminatórias | Eliminatórias | Eliminatórias | Eliminatórias | Semifinal   | Semifinal   | Final       | Final       | Total       | Pos.        |
| Atleta      | Prova               | Desc. 1       | Pos.          | Desc. 2       | Pos.          | Total         | Pos.          | Tempo       | Pos.        | Tempo       | Pos.        | Total       | Pos.        |
| ----------- | ------------------- | ------------- | ------------- | ------------- | ------------- | ------------- | ------------- | ----------- | ----------- | ----------- | ----------- | ----------- | ----------- |
| Luuka Jones | Slalom K-1 feminino | 162.35        | 20            | 110.01        | 16            | 272.36        | 21            | Não avançou | Não avançou | Não avançou | Não avançou | Não avançou | Não avançou |

### Ciclismo BMX
| Atleta       | Prova     | Tomada de tempo | Tomada de tempo | Quartos-finais | Quartos-finais | Semifinais | Semifinais | Final       | Final       |
| Atleta       | Prova     | Tempo           | Pos.            | Pontos         | Pos.           | Pontos     | Pos.       | Tempo       | Pos.        |
| ------------ | --------- | --------------- | --------------- | -------------- | -------------- | ---------- | ---------- | ----------- | ----------- |
| Marc Willers | masculino | 36.519          | 17              | 9              | 2              | 23         | 8          | Não avançou | Não avançou |
| Sarah Walker | feminino  | 37.187          | 4               |                |                | 6          | 2          | 38.805      | 4           |

### Ciclismo de estrada
| Atleta             | Prova                        | Tempo            | Pos.         |
| ------------------ | ---------------------------- | ---------------- | ------------ |
| Glen Chadwick      | Corrida em estrada masculina | 6:39:42 (+15:53) | 81º          |
| Julian Dean        | Corrida em estrada masculina | 6:34:06 (+10:15) | 53º          |
| Timothy Gudsell    | Corrida em estrada masculina | Não terminou     | Não terminou |
| Catherine Cheatley | Corrida em estrada feminina  | 3:41:08 (+8:44)  | 53º          |
| Joanne Kiesanowski | Corrida em estrada feminina  | 3:33:17 (+0:53)  | 28º          |

### Ciclismo Mountain Bike
| Atleta        | Prova                   | Tempo   | Pos. |
| ------------- | ----------------------- | ------- | ---- |
| Kashi Leuchs  | Cross-country masculino | 2:06:30 | 24   |
| Rosara Joseph | Cross-country feminino  | 1:51:07 | 9    |

### Ciclismo de pista
Corrida por pontos
| Atleta                         | Prova                        | Pontos/Voltas | Pos. |
| ------------------------------ | ---------------------------- | ------------- | ---- |
| Greg Henderson                 | Corrida por pontos masculino | 13            | 10   |
| Catherine Cheatley             | Corrida por pontos feminino  | 0             | 17   |
| Greg Henderson Hayden Roulston | Madison                      | 5 / 199       | 10   |

Perseguição
| Atleta                                                           | Prova                             | Qualificação | Qualificação | 1ª Ronda                                                                    | 1ª Ronda | Finais                                                              | Finais            |
| Atleta                                                           | Prova                             | Tempo        | Pos.         | Adversário e resultado                                                      | Pos.     | Adversário e resultado                                              | Pos.              |
| ---------------------------------------------------------------- | --------------------------------- | ------------ | ------------ | --------------------------------------------------------------------------- | -------- | ------------------------------------------------------------------- | ----------------- |
| Hayden Roulston                                                  | Perseguição individual masculino  | 4:18.997     | 2 Q          | USA Taylor Phinney 4:19:232                                                 | 2 Q      | GBR Bradley Wiggins 4:19:611                                        | Medalha de prata  |
| Alison Shanks                                                    | Perseguição individual feminino   | 3:34.312     | 4 Q          | USA Sarah Hammer 3:32.478                                                   | 4 Q      | UKR Lesya Kalitovska 3:34.156                                       | 4                 |
| Sam Bewley Wesley Gough Hayden Roulston Marc Ryan Jesse Sergeant | Perseguição por equipes masculino | 3:59.277     | 2 Q          | ESP Sergi Escobar Asier Maeztu David Muntaner Antonio Miguel Parra 3:57.536 | 3 Q      | AUS Jack Bobridge Mark Jamieson Bradley McGee Graeme Brown 3:57:776 | Medalha de bronze |

### Futebol
Masculino
| Equipe | Equipe | Fase de grupos                                     | Fase de grupos | Quartas                | Semifinal              | Final                  | Pos. |
| Equipe | Equipe | Adversário e resultado                             | Pos.           | Adversário e resultado | Adversário e resultado | Adversário e resultado | Pos. |
| --- | --- | -------------------------------------------------- | -------------- | ---------------------- | ---------------------- | ---------------------- | ---- |
| Michael Boxall Jeremy Brockie Daniel Ellensohn Simon Elliott Craig Henderson Ian Hogg Samuel Jenkins Chris Killen Liam Little | Samuel Messam Ryan Nelsen Steven Old Jack Pelter Cole Peverley Aaron Scott Jacob Spoonley Cole Tinkler Shaun Van Rooyen | CHN China E 1-1 BRA Brasil D 0-5 BEL Bélgica D 0-1 | 4º (gr. C)     | Não avançou            | Não avançou            | Não avançou            | 14º  |

Feminino
| Equipe | Equipe | Fase de grupos                                      | Fase de grupos | Quartas                | Semifinal              | Final                  | Pos. |
| Equipe | Equipe | Adversário e resultado                              | Pos.           | Adversário e resultado | Adversário e resultado | Adversário e resultado | Pos. |
| --- | --- | --------------------------------------------------- | -------------- | ---------------------- | ---------------------- | ---------------------- | ---- |
| Jenny Bindon Abby Erceg Anna Green Amber Hearn Kristy Hill Rachel Howard Katie Hoyle Emma Kete Renee Leota | Emily McColl Hayley Moorwood Marlies Oostdam Ria Percival Alexandra Riley Merissa Smith Rebecca Smith Rebecca Tegg Kirsty Yallop | JPN Japão E 2-2 NOR Noruega D 0-1 BEL Bélgica D 4-0 | 4º (gr. G)     | Não avançou            | Não avançou            | Não avançou            | 10º  |

### Halterofilismo
| Atleta           | Prova            | Arranque  | Arranque | Arremesso | Arremesso | Total | Pos. |
| Atleta           | Prova            | Resultado | Pos.     | Resultado | Pos.      | Total | Pos. |
| ---------------- | ---------------- | --------- | -------- | --------- | --------- | ----- | ---- |
| Mark Spooner     | -69 kg masculino | 123       | 26       | 158       | 19        | 281   | 21   |
| Richie Patterson | -77 kg masculino | 130       | 25       | 170       | 18        | 300   | 21   |

### Hipismo
CCE (Concurso Completo de Equitação)
| Atleta                                                               | Cavalo                                        | Prova       | Adestramento | Adestramento | Cross Country  | Cross Country  | Saltos         | Saltos         | Saltos         | Saltos         | Total          | Total          |
| Atleta                                                               | Cavalo                                        | Prova       | Adestramento | Adestramento | Cross Country  | Cross Country  | Qualificação   | Qualificação   | Final          | Final          | Total          | Total          |
| Atleta                                                               | Cavalo                                        | Prova       | Penalidades  | Pos.         | Penalidades    | Pos.           | Penalidades    | Pos.           | Penalidades    | Pos.           | Penalidades    | Pos.           |
| -------------------------------------------------------------------- | --------------------------------------------- | ----------- | ------------ | ------------ | -------------- | -------------- | -------------- | -------------- | -------------- | -------------- | -------------- | -------------- |
| Joe Meyer                                                            | Snip                                          | Individual  | 43.90        | 19           | 41.20          |                | 25.00          |                | 12.00          |                | 102.12         | 24             |
| Andrew Nicholson                                                     | Lord Killinghurst                             | Individual  | 44.60        | 21           | Desqualificado | Desqualificado | Desqualificado | Desqualificado | Desqualificado | Desqualificado | Desqualificado | Desqualificado |
| Caroline Powell                                                      | Lenamore                                      | Individual  | 48.00        | 26           | 21.20          |                | 4.00           |                | -              |                | 73.30          | 14             |
| Mark Todd                                                            | Gandalf                                       | Individual  | 49.40        | 30           | 27.20          |                | 1.00           |                | -              |                | 77.60          | 17             |
| Heelan Tompkins                                                      | Sugoi                                         | Individual  | 55.60        | 49           | 75.20          |                | 8.00           |                | Não avançou    | Não avançou    | 138.80         |                |
| Joe Meyer Andrew Nicholson Caroline Powell Mark Todd Heelan Tompkins | Snip Lord Killinghurst Lenamore Gandalf Sugoi | Por equipes | 136.50       | 6            | 230.90         | 6              | 240.90         | 5              |                |                | 240.90         | 5              |

Saltos
| Atleta                                             | Cavalo                        | Prova       | Fase de classificação | Fase de classificação | Fase de classificação | Fase de classificação | Fase de classificação | Fase de classificação | Fase de classificação | Fase de classificação | Final individual | Final individual | Final individual | Final individual | Pos. |
| Atleta                                             | Cavalo                        | Prova       | 1ª rodada             | 1ª rodada             | 2ª rodada             | 2ª rodada             | 2ª rodada             | 3ª rodada             | 3ª rodada             | 3ª rodada             | Ronda A          | Ronda A          | Ronda B          | Ronda B          | Pos. |
| Atleta                                             | Cavalo                        | Prova       | Penalidades           | Pos.                  | Penalidades           | Total                 | Pos.                  | Penalidades           | Total                 | Pos.                  | Penalidades      | Pos.             | Penalidades      | Total            | Pos. |
| -------------------------------------------------- | ----------------------------- | ----------- | --------------------- | --------------------- | --------------------- | --------------------- | --------------------- | --------------------- | --------------------- | --------------------- | ---------------- | ---------------- | ---------------- | ---------------- | ---- |
| Bruce Goodin                                       | Yamato                        | Individual  | 14                    | 66                    | 12                    | 26                    | 54                    | Não avançou           | Não avançou           | Não avançou           | Não avançou      | Não avançou      | Não avançou      | Não avançou      | 54   |
| Katie McVean                                       | Forest                        | Individual  | 72#                   | 77                    | 45#                   | 117                   | 71                    | Não avançou           | Não avançou           | Não avançou           | Não avançou      | Não avançou      | Não avançou      | Não avançou      | 71   |
| Kirk Webby                                         | Sitah                         | Individual  | 4                     | 30                    | 8                     | 12                    | 30 Q                  | 12                    | 24                    | 33 Q                  | 24               | 34               | Não avançou      | Não avançou      | 34   |
| Sharn Wordley                                      | Rockville                     | Individual  | 47                    | 75                    | 25                    | 72                    | 70                    | Não avançou           | Não avançou           | Não avançou           | Não avançou      | Não avançou      | Não avançou      | Não avançou      | 70   |
| Bruce Goodin Katie McVean Kirk Webby Sharn Wordley | Yamato Forest Sitah Rockville | Por equipes | 65                    | 16                    | 45                    | -                     | 14                    | Não avançou           | Não avançou           | Não avançou           |                  |                  |                  |                  | 14   |

### Hóquei sobre a grama
Masculino
| Equipe | Fase de grupos                                                                                 | Fase de grupos | Segunda fase           | Final                  | Pos. |
| Equipe | Adversário e resultado                                                                         | Pos.           | Adversário e resultado | Adversário e resultado | Pos. |
| --- | ---------------------------------------------------------------------------------------------- | -------------- | ---------------------- | ---------------------- | ---- |
| Ryan Archibald Gareth Brooks Phillip Burrows Simon Child Benjamin Collier Dean Couzins Steven Edwards Casey Henwood Blair Hopping David Kosoof Shea McAleese James Nation Kyle Pontifex Bradley Shaw Hayden Shaw Paul Woolford | KOR Coreia do Sul V 1-3 ESP Espanha D 0-1 BEL Bélgica D 2-4 CHN China E 2-2 GER Alemanha D 1-3 | 4º (gr. A)     | PAK Paquistão V 4-2    | Não avançou            | 7º   |

Feminino
| Equipe | Fase de grupos                                                                                         | Fase de grupos | Segunda fase                                 | Final                  | Pos. |
| Equipe | Adversário e resultado                                                                                 | Pos.           | Adversário e resultado                       | Adversário e resultado | Pos. |
| --- | --- | -------------- | -------------------------------------------- | ---------------------- | ---- |
| Stacey Carr Jaimee Claxton Tara Drysdale Gemma Flynn Krystal Forgesson Joanne Galletly Sheree Horvath Lizzy Igasan Beth Jurgeleit Emily Naylor Kimberley Noakes Caryn Paewai Niniwa Roberts Kate Saunders Kayla Sharland Anita Wawatai | JPN Japão D 2-1 GBR Grã-Bretanha D 1-2 USA Estados Unidos D 1-4 ARG Argentina D 3-2 GER Alemanha D 2-1 | 6º (gr. B)     | Decisão do 11º lugar RSA África do Sul D 4-1 | Não avançou            | 12º  |

### Nado sincronizado
| Atleta                    | Prova | Classificatórias | Classificatórias | Classificatórias | Classificatórias | Classificatórias | Fase final     | Fase final     | Fase final   | Fase final   | Fase final   |
| Atleta                    | Prova | Rotina técnica   | Rotina técnica   | Rotina livre     | Rotina livre     | Total Pontos     | Rotina técnica | Rotina técnica | Rotina livre | Rotina livre | Total Pontos |
| Atleta                    | Prova | Pontos           | Pos.             | Pontos           | Pos.             | Total Pontos     | Pontos         | Pos.           | Pontos       | Pos.         | Total Pontos |
| ------------------------- | ----- | ---------------- | ---------------- | ---------------- | ---------------- | ---------------- | -------------- | -------------- | ------------ | ------------ | ------------ |
| Lisa Daniels Nina Daniels | Dueto | 81.500           | 23               | 80.833           | 23               | 81,167           | Não avançou    | Não avançou    | Não avançou  | Não avançou  | Não avançou  |

### Natação
| Moss Burmester                                                      | 100 m borboleta masculino | 52.67                            | 6               | Não avançou | Não avançou | Não avançou                     | Não avançou |             |             |
| Moss Burmester                                                      | 200 m borboleta masculino | 1:55.80                          | 3               | 1:55.26     | 7           | 1:54.35                         | 4           |             |             |
| Dean Kent                                                           | 200 m medley masculino    | 2:01.12                          | 21              | Não avançou | Não avançou | Não avançou                     | Não avançou |             |             |
| Glenn Snyders                                                       | 100 m costas masculino    | 1:00.98                          | 20              | Não avançou | Não avançou | Não avançou                     | Não avançou |             |             |
| Glenn Snyders                                                       | 200 m costas masculino    | 2:11.19                          | 16              | 2:12.07     | 16          | Não avançou                     | Não avançou |             |             |
| Corney Swanepoel                                                    | 100 m borboleta masculino | 51.78                            | 2               | 52.01       | 6           | Não avançou                     | Não avançou |             |             |
| William Benson Orinoco Faamausili-Banse Cameron Gibson Mark Herring | 4x100 m livre masculino   | 48.65 48.96 48.07 49.73 3:15.41  | 11              |             |             | Não avançou                     | Não avançou |             |             |
| Daniel Bell Cameron Gibson Glenn Snyders Corney Swanepoel           | 4x100 m medley masculino  | 54.52 47.99 59.46 52.12 '3:34.09 | 3               |             |             | 54.74 47.00 59.87 51.78 3:33.39 | 5           |             |             |
| Elizabeth Coster                                                    | 100 m costas feminino     | 1:00.66                          | 4 Q             | 1:01.45     | 8           | Não avançou                     | Não avançou | Não avançou | Não avançou |
| Melissa Ingram                                                      | 100 m costas feminino     | 1:01.24                          | 2               | Não avançou | Não avançou | Não avançou                     | Não avançou |             |             |
| Melissa Ingram                                                      | 200 m costas feminino     | 2:09.34                          | 3 Q             | 2:09.70     | 6           | Não avançou                     | Não avançou | Não avançou | Não avançou |
| Helen Norfolk                                                       | 200 m medley feminino     | 2:13.50                          | 6               | Não avançou | Não avançou | Não avançou                     | Não avançou |             |             |
| Helen Norfolk                                                       | 400 m medley feminino     | 4:44.22                          | 8               | Não avançou | Não avançou | Não avançou                     | Não avançou |             |             |
| Helen Norfolk Lauren Boyle Hayley Palmer Natasha Hind               | 4x200 m livre feminino    | Desqualificação                  | Desqualificação |             |             | Não avançou                     | Não avançou | Não avançou | Não avançou |

### Remo
| Atleta(s)                                          | Prova                      | Eliminatórias | Eliminatórias | Quartos-finais/ Repescagem | Quartos-finais/ Repescagem | Semifinais | Semifinais | Final   | Final             |
| Atleta(s)                                          | Prova                      | Tempo         | Pos.          | Tempo                      | Pos.                       | Tempo      | Pos.       | Tempo   | Pos.              |
| -------------------------------------------------- | -------------------------- | ------------- | ------------- | -------------------------- | -------------------------- | ---------- | ---------- | ------- | ----------------- |
| Mahe Drysdale                                      | Skiff simples masculino    | 7:28.80       | 1             | 6:50.18                    | 1                          | 7:05.57    | 3          | 7:01.56 | Medalha de bronze |
| George Bridgewater Nathan Twaddle                  | Dois sem masculino         | 6:41.65       | 1             |                            |                            | 6:36.05    | 2          | 6:44.19 | Medalha de bronze |
| Nathan Cohen Rob Waddell                           | Skiff duplo masculino      | 6:24.32       | 1             |                            |                            | 6:24.16    | 3          | 6:30.79 | 4                 |
| Peter Taylor Storm Uru                             | Skiff duplo leve masculino | 6:16.78       | 1             |                            |                            | 6:30.53    | 4          | 6:27.14 | 7                 |
| Hamish Bond James Dallinger Carl Meyer Eric Murray | Quatro sem masculino       | 6:00.73       | 2             |                            |                            | 5:57.31    | 4          | 6:06.30 | 7                 |
| Emma Twigg                                         | Skiff simples feminino     | 7:45.12       | 1             | 7:34.24                    | 3                          | 7:38.09    | 4          | 7:51.63 | 9                 |
| Nicky Coles Juliette Haigh                         | Dois sem feminino          | 7:31.45       | 2             | 7:32.64                    | 1                          |            |            | 7:28.80 | 5                 |
| Caroline Evers-Swindell Georgina Evers-Swindell    | Skiff duplo feminino       | 7:03.92       | 1             |                            |                            |            |            | 7:07.32 | Medalha de ouro   |

### Taekwondo
| Atleta         | Prova            | Ronda dos 16           | Quartos-finais         | Semifinais             | Final                  | Repescagem             | Final de Bronze        |
| Atleta         | Prova            | Adversário e resultado | Adversário e resultado | Adversário e resultado | Adversário e resultado | Adversário e resultado | Adversário e resultado |
| -------------- | ---------------- | ---------------------- | ---------------------- | ---------------------- | ---------------------- | ---------------------- | ---------------------- |
| Logan Campbell | -68 kg masculino | TPE Sung Yu-Chi D 0-4  | Não avançou            | Não avançou            | Não avançou            | Não avançou            | Não avançou            |
| Matthew Beach  | +80 kg masculino | CHN Liu Xiaobo D 1-4   | Não avançou            | Não avançou            | Não avançou            | Não avançou            | Não avançou            |
| Robyn Cheong   | -57 kg feminino  | CIV Mariam Bah V 1-0   | KOR Lim Sujeong D 1-4  | Não avançou            | Não avançou            | TPE Su Li-Wen D 0-1    | Não avançou            |

### Tênis
| Atleta          | Prova            | Ronda dos 64                   | Ronda dos 32           | Ronda dos 16           | Quartos-finais         | Semifinais             | Final                  |             |
| Atleta          | Prova            | Adversário e resultado         | Adversário e resultado | Adversário e resultado | Adversário e resultado | Adversário e resultado | Adversário e resultado |             |
| --------------- | ---------------- | ------------------------------ | ---------------------- | ---------------------- | ---------------------- | ---------------------- | ---------------------- | ----------- |
| Marina Erakovic | Simples feminino | JPN Ayumi Morita D 5-7 7-6 6-4 | Não avançou            | Não avançou            | Não avançou            | Não avançou            | Não avançou            | Não avançou |

### Triatlo
| Atleta            | Prova     | Natação | Ciclismo | Corrida | Total      | Pos.              |
| ----------------- | --------- | ------- | -------- | ------- | ---------- | ----------------- |
| Bevan Docherty    | Masculino | 18:45   | 1:17:42  | 30:57   | 1:49:05.59 | Medalha de bronze |
| Kris Gemmell      | Masculino | 19:06   | 1:17:40  | 35:42   | 1:53:49.47 | 39                |
| Shane Reed        | Masculino | 18:00   | 1:17:47  | 34:34   | 1:52:48.16 | 34                |
| Andrea Hewitt     | Feminino  | 19:54   | 1:24:38  | 35:38   | 2:00:45.99 | 8                 |
| Debbie Tanner     | Feminino  | 19:57   | 1:24:43  | 35:54   | 2:01:06.92 | 10                |
| Samantha Warriner | Feminino  | 19:58   | 1:24:43  | 36:55   | 2:02:13.60 | 16                |

### Tiro
| Atleta         | Prova                                     | Qualificação | Qualificação | Final       | Final       | Pos. |
| Atleta         | Prova                                     | Pontos       | Pos.         | Pontos      | Pos.        | Pos. |
| -------------- | ----------------------------------------- | ------------ | ------------ | ----------- | ----------- | ---- |
| Robert Eastham | Carabina deitado 50 m masculino           | 594          | 14           | Não avançou | Não avançou | 14   |
| Yang Wang      | Pistola de ar comprimido a 10 m masculino | 571          | 39           | Não avançou | Não avançou | 39   |
| Graeme Ede     | Fossa olímpica masculino                  | 114          | 20           | Não avançou | Não avançou | 20   |
| Graeme Ede     | Fossa olímpica dublê masculino            | 113          | 18           | Não avançou | Não avançou | 18   |
| Nadine Stanton | Fossa olímpica feminino                   | 63           | 10           | Não avançou | Não avançou | 10   |

### Vela
| Atleta                      | Prova                 | Regata | Regata | Regata | Regata | Regata | Regata | Regata | Regata | Regata | Regata | Regata | Pontuação | Pos.            |
| Atleta                      | Prova                 | 1      | 2      | 3      | 4      | 5      | 6      | 7      | 8      | 9      | 10     | M      | Pontuação | Pos.            |
| --------------------------- | --------------------- | ------ | ------ | ------ | ------ | ------ | ------ | ------ | ------ | ------ | ------ | ------ | --------- | --------------- |
| Tom Ashley                  | RS:X masculino        | 4      | 7      | 7      | 1      | 5      | 5      | 3      | 6      | 8      | 32     | 6      | 52        | Medalha de ouro |
| Andrew Murdoch              | Laser masculino       | 2      | 5      | 40     | 20     | 24     | 5      | 5      | 17     | 1      |        | 2      | 81        | 5               |
| Peter Burling Carl Evans    | 470 masculino         | 7      | 10     | 14     | 12     | BFD    | 10     | 22     | 12     | 1      | 7      |        | 95        | 11              |
| Hamish Pepper Carl Williams | Star masculino        | 4      | 9      | 2      | 11     | 1      | 12     | 11     | 13     | 5      | 11     | 14     | 80        | 9               |
| Barbara Kendall             | RS:X feminino         | 12     | 7      | 12     | 4      | 2      | 4      | 3      | 6      | 13     | 21     | 12     | 75        | 6               |
| Jo Aleh                     | Laser Radial feminino | 22     | 4      | 2      | 2      | 2      | 14     | 14     | 14     | 20     |        | 18     | 90        | 7               |
| Dan Slater                  | Finn                  | 21     | 19     | 18     | 4      | 9      | 7      | 13     | 6      |        |        |        | 76        | 12              |

### Remo
| S | Classificado(a) para as semifinais |    |                        | FA | Final A (disputa de medalhas) |  |  | FD | Final D (sem medalhas) |
| Q | Classificado(a) para as quartas    | FB | Final B (sem medalhas) | FE | Final E (sem medalhas)        |  |  |    |                        |
| R | Classificado(a) para a repescagem  | FC | Final C (sem medalhas) | FF | Final F (sem medalhas)        |  |  |    |                        |

### Vela
| M   | Regata da Medalha da qual só participam os dez primeiros colocados das regatas anteriores  |  |  | CAN | Regata cancelada |
| BFD | Desclassificado por bandeira preta (Black Flag Disqualified)                               |  |  |     |                  |
| UFD | Desclassificado por bandeira "U" (U Flag Disqualified)                                     |  |  |     |                  |
| OCS | Largada queimada (On the Course Side of the starting line)                                 |  |  |     |                  |
| DNE | Desclassificação sem eliminação (infração a um item do regulamento da prova – Did Not End) |  |  |     |                  |